# Jaime Prieto Amaya
Jaime Prieto Amaya (27 de marzo de 1941, Bogotá), Fue un eclesiástico colombiano, de la Iglesia católica. Fue obispo de Barrancabermeja y Obispo de Cúcuta.

## Biografía

### Primeros años y formación
Nació en Bogotá el 27 de marzo de 1941. Adelantó sus estudios de bachillerato en el Seminario Menor y su formación de Filosofía y Teología en el Seminario Mayor de esta ciudad. También hizo estudios de sociología Pastoral del Centro Internacional de Sociología de Roma (CISIC), y luego se trasladó a Paris donde logró el título de Licenciado en Ciencias Sociales del Instituto Católico de París, con Especialización en Sociología Religiosa, del mismo Instituto, y además tomó cursos en la Escuela Práctica de Altos Estudios de París.

### Sacerdocio
Fue ordenado sacerdote para la Diócesis de Facatativá el 14 de agosto de 1965
Fue capellán del Sena, director diocesano para la Pastoral Social, vicario de Pastoral y vicario general. Fue secretario ejecutivo del Departamento de Pastoral Social del CELAM, en Bogotá, de 1987 a 1991. Después de regresar a su Diócesis, de 1991 a 1993 fue párroco de la Catedral de Facatativá.

### Episcopado
El 11 de noviembre de 1993 fue nombrado Obispo de Barrancabermeja. En su escudo episcopal colocó el lema “Justicia y Paz”, como símbolo de lo que sería su ministerio, reflejaba el compromiso de la Evangelización desde la realidad social y la coherencia con lo que desde su presbiterado había proclamado.  En su nueva diócesis realizó una notable labor de liderazgo en la búsqueda de la paz y la defensa de los derechos humanos en una región entonces azotada duramente por la violencia. Promovió la creación del Programa de Desarrollo y Paz del Magdalena Medio (PDPMM), del programa "Barrancabermeja Ciudad Región de Paz"  y de otras estructuras que buscaron generar proyectos de desarrollo económico, de denuncia pública de las acciones de los violentos,  de protección para las víctimas del conflicto, y de mediación y diálogo con los grupos armados. Fue muy estimado por la feligresía de su diócesis y por las distintas organizaciones civiles y gubernamentales. 
Como anécdota que refleja su compromiso y personalidad, en el año de 2001, durante la celebración del Viacrucis del Viernes Santo, en los barrios nororientales de Barrancabermeja,  zona azotada por la violencia guerrillera y paramilitar, donde ocurrió la masacre de 1998 por parte de los paramilitares, llegó  Monseñor Jaime Prieto con sacerdotes y feligreses, hasta un sitio llamado Pozo Siete con mala fama, porque allí eran arrojados los cadáveres de jóvenes y personas mayores asesinados por los paramilitares, eran más de cinco mil personas que marchaban. En ese lugar de muerte, colocó una cruz gigante de 12 metros de largo en la parte vertical y dijo retando al proyecto paramilitar:   “Vengo con mi gente y los desafío a que en cinco años, evaluemos con quien se queda la gente, si con el proyecto de ustedes, de la muerte, del exterminio, y de la exclusión, o si con el proyecto de la vida, de la esperanza y de la defensa de los derechos humanos que regenta la Diócesis de Barrancabermeja”.
Después de 15 años como pastor de esta Diócesis fue asignado obispo de Cúcuta, recibiendo el 7 de febrero de 2009. Promovió en Cúcuta la consolidación del programa de Pastoral Rural y de la Tierra. Creó el Grupo Motor Binacional, espacio permanente, interdisciplinario y binacional, conformado por organizaciones de la sociedad civil, la academia, entidades territoriales y organizaciones de cooperación internacional que hacen vida en la frontera Colombo Venezolana, liderados por la Iglesia Católica de Cúcuta, con el objetivo de lograr un desarrollo integral de estas comunidades, bajo la promoción de la dignidad humana.

### Fallecimiento
Víctima de una penosa enfermedad, falleció en la ciudad de Bogotá el 25 de agosto de 2010, a los 69 años de edad. Ha sido el periodo Episcopal más corto en la historia de la Diócesis de Cúcuta, con un tiempo de un año y seis meses